# New Tricks
New Tricks es una serie de televisión británica transmitida desde el 27 de marzo de 2003 al 6 de octubre de 2015, a través de la cadena BBC One.
La serie contó con la participación invitada de exitosos actores como: Sheila Hancock, Keith Allen, Vincent Regan, Tim McInnerny, Vincent Riotta, Jenny Agutter, Nicola Walker, James Faulkner, Kevin McNally, Samantha Bond, Harriet Walter, Peter Davison, Siân Phillips, Phyllida Law, Honor Blackman, Anthony Head, Sam Hazeldine, Serge Hazanavicius, Will Kemp, Tom Mison, Rupert Graves, Peter Guinness, Ian McElhinney, Frances de la Tour, Genevieve O'Reilly, Simon MacCorkindale, Victor Spinetti, Steven Berkoff, Dexter Fletcher, David Bradley, Peter Sullivan, Ronan Vibert, Dhaffer L'Abidine, Annette Crosbie, entre otros.
En febrero del 2015, la cadena anunció que la serie terminaría al finalizar su duodécima temporada, la cual estuvo conformada por 10 episodios.

## Historia
La serie siguió a la brigada de Casos Abiertos y Crímenes no Resueltos mejor conocido como "UCOS" del Servicio de la Policía Metropolitana, la cual está conformada por oficiales de policía británicos jubilados que han sido reclutados para volver a investigar casos sin resolver.[cita requerida]

## Personajes

### Personajes principales
| Actor              | Personaje           | Ocupación                                           | N.º de episodios | Duración          |
| ------------------ | ------------------- | --------------------------------------------------- | ---------------- | ----------------- |
| Dennis Waterman    | Gerry Standing      | ex-Detective Sargento                               | 99               | 2003 - 2015       |
| Amanda Redman      | Sandra Pullman      | Detetive Superintendente                            | 84               | 2003 - 2013       |
| Alun Armstrong     | Brian Lane          | ex-Detective Inspector                              | 80               | 2003 - 2013       |
| James Bolam        | John "Jack" Halford | ex-Policía                                          | 69               | 2003 - 2012, 2013 |
| Anthony Calf       | Robert Strickland   | Comisionado                                         | 63               | 2004 - 2015       |
| Denis Lawson       | Steve McAndrew      | ex-Detective Inspector                              | 37               | 2012 - 2015       |
| Nicholas Lyndhurst | Dan Griffin         | Oficial de la Policía / ex-Detective Sargento       | 26               | 2013 - 2015       |
| Tamzin Outhwaite   | Sasha Miller        | Detective Inspectora en Jefe                        | 23               | 2013 - 2015       |
| Larry Lamb         | Ted Case            | ex-Jefe de la Unidad de Comando "Operation Trident" | 9                | 2015              |

### Personajes recurrentes
| Actor             | Personaje      | Ocupación                             | No. de episodios | Duración    |
| ----------------- | -------------- | ------------------------------------- | ---------------- | ----------- |
| Susan Jameson     | Esther Lane    | -                                     | 54               | 2003 - 2013 |
| Natalie Forbes    | Jayne Standing | -                                     | 10               | 2003 - 2007 |
| Tracy Ann Oberman | Fiona Kennedy  | Patóloga                              | 9                | 2014 - 2015 |
| Chiké Okonkwo     | Izzy Clark     | Oficial de la Policía                 | 7                | 2003 - 2004 |
| Hannah Waterman   | Emily Driscoll | Oficial de Policía (en entrenamiento) | 7                | 2006 - 2010 |
| Nicholas Day      | Donald Bevan   | Comisionado Adjunto                   | 6                | 2004        |
| Storme Toolis     | Holly Griffin  | -                                     | 6                | 2013 - 2014 |
| Sheila Hancock    | Grace Pullman  | -                                     | 4                | 2007 - 2011 |
| Barnaby Kay       | Ned Hancock    | Detective de Policía                  | 4                | 2013 - 2014 |
| David Troughton   | Ricky Hanson   | Criminal                              | 4                | 2006 - 2009 |
| Tim McInnerny     | Stephen Fisher | Oficial de Inteligencia               | 3                | 2011 - 2012 |
| Phil Daniels      | Holly Griffin  | Oficial de Policía                    | 2                | 2009 - 2010 |

## Producción
La serie fue creada por Nigel McCrery y Roy Mitchell.
El título de la serie provino del proverbio "You can't teach an old dog new tricks" (en español: No le puedes enseñar a un perro viejo nuevos trucos).
La música de inicio de la serie fue "It's Alright" con la voz de Dennis Waterman y contó con el compositor Mike Moran. 
En septiembre del 2011 se anunció que la serie había sido renovada para dos temporadas más. La serie tuvo su última transmisión en 6 de octubre del 2015.